# Бад-Мюнстерайфель
Бад-Мюнстерайфель (нім. Bad Münstereifel) — місто в Німеччині, знаходиться в землі Північний Рейн-Вестфалія. Підпорядковується адміністративному округу Кельн. Входить до складу району Ойскірхен.
Площа — 150,84 км2. Населення становить 17 387 ос. (станом на 31 грудня 2020).